# 道坝子乡
道坝子乡，是中华人民共和国河北省承德市围场满族蒙古族自治县下辖的一个乡。

## 行政区划
道坝子乡下辖以下地区：
道坝子村、查字上村、查字下村、新合村、红要子村、永丰村、顺下村、顺上村、立新村和八家村。